# ソロモン海
ソロモン海（ソロモンかい Solomon Sea) は、太平洋南西部の海。パプアニューギニア近隣海域である。

## 概要

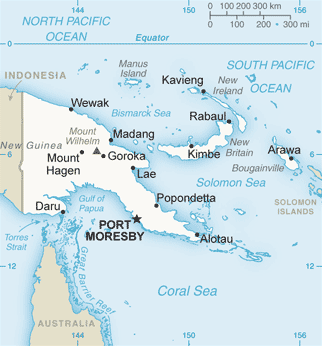
ソロモン海と周辺

ニューギニア島の東に位置し、北はニューブリテン島、東はソロモン諸島に囲まれ、南は珊瑚海に開けている。海域南西部にはダントルカストー諸島やトロブリアンド諸島がある。東西約1,000km、南北約600km。水深は約4,000m前後であるが、ダントルカストー諸島付近は浅海が多く、北端部のニューブリテン島からブーゲンビル島近海にはニューブリテン海溝があり、最大水深は約9,000mとなっている。沿岸の主な町としてはラエがある。
第二次世界大戦中はこの海域で、日本軍と連合軍の戦闘が繰り広げられた。